# Instituto Superior Europeu de Gestão Grupo
Instituto superior europeu de gestão grupo situada em cidades de Paris, Bordéus, Toulouse, Lille, Nantes, Estrasburgo e Lyon, França, é parte integrante da IONIS Education Group.
Fundada em 1980, oferece cursos de francês e inglês. Conta com 2 escolas (ISG Programme Business & Management, ISEG Marketing & Communication School) e 15.000 alunos.